# Neozimiris escandoni
Neozimiris escandoni là một loài nhện trong họ Gnaphosidae.
Loài này thuộc chi Neozimiris. Neozimiris escandoni được miêu tả năm 1987 bởi Müller.